# 海上自衛隊の礼式
海上自衛隊の礼式（かいじょうじえいたいのれいしき）とは、海上自衛隊において実施されている礼式である。

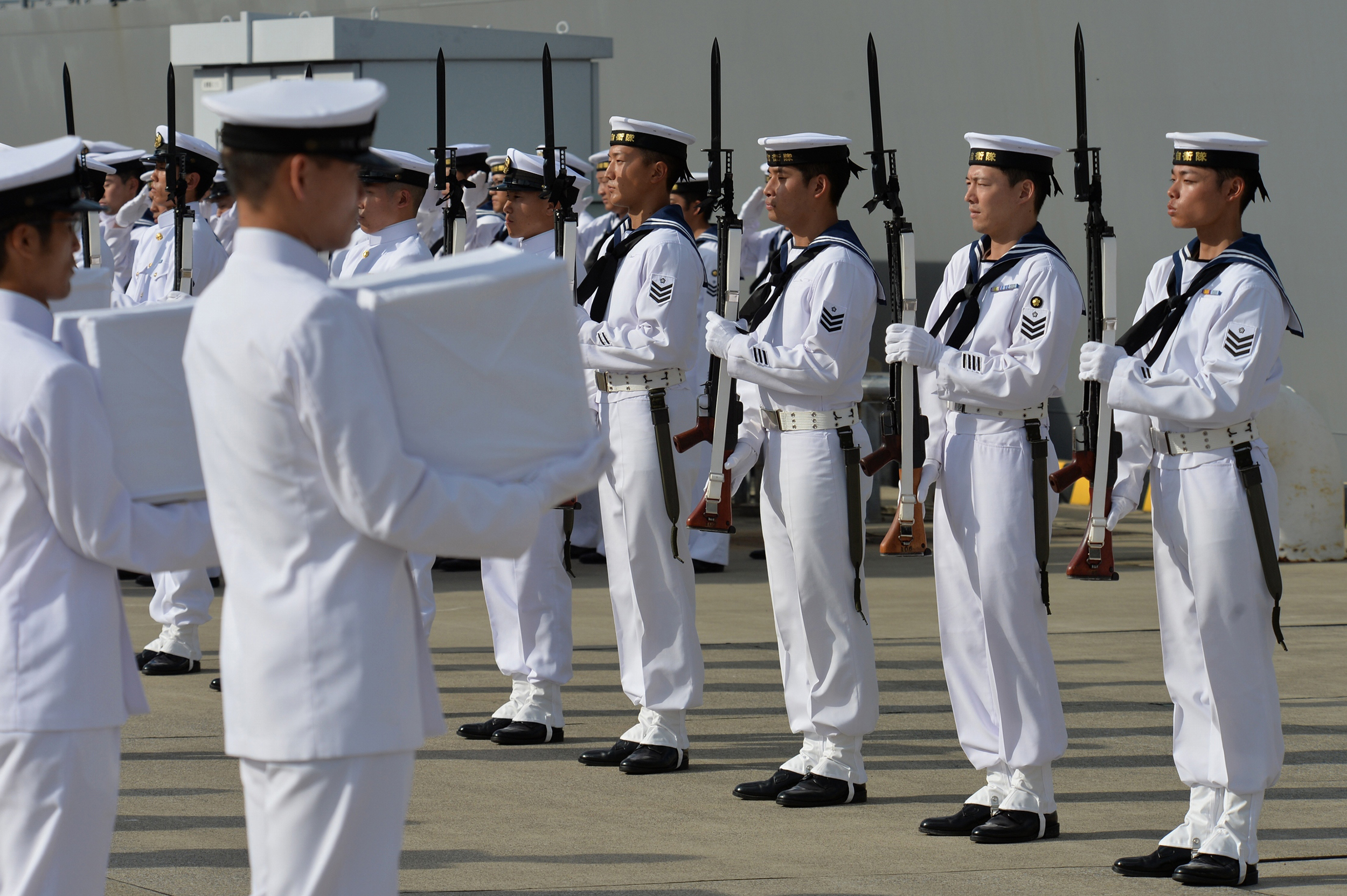
儀じょう隊による、戦没者遺骨への礼式

「自衛隊の礼式に関する訓令」（昭和39年5月8日防衛庁訓令第14号）及び「海上自衛隊礼式規則」（昭和40年5月24日海上自衛隊達第33号）等によって規定されている。概ね一般的な海軍の礼式に同じである。なお、以下の記述は、平成16年4月8日庁訓第49号及び平成16年4月6日海上自衛隊達第11号による改正時のものを原則として基準としている。
本記事は、原則として、自衛隊の中で海上自衛隊に特有の礼式を記述しているので、自衛隊の礼式一般及び警衛隊及び警衛の敬礼については自衛隊の礼式を参照。

## 各個の敬礼
営門等の出入又は短艇の乗降の場合の各個の敬礼海上自衛官は、営門又は舷門を出入し、若しくは短艇に乗降するときは、当直士官、警衛又は短艇指揮（短艇指揮不在のときは短艇長。以下同じ。）との間に敬礼を行う。海上自衛官は、外国の艦船の舷門を出入する場合は、当該艦船に掲揚された軍艦旗に対し敬礼を行う。
上級者等に報告する敬礼海上自衛官は、上位者又は上位相当者（以下「上位者等」という。）に報告する場合は、その前後に敬礼を行う。
賞状等を受ける場合の各個の敬礼海上自衛官は、室内において賞状等を受けるときは、授与者から約3歩のところにおいて停止して敬礼を行った後適宜前進し、賞状等を受ける際、帽を左脇に挟み、右手を以て賞状等を受け左手を添えて一覧し、終わって左手に移すとともに帽を右手に移して適宜後退して元の位置に復し、再び敬礼を行って退去する。室外において、賞状等を受けるときの動作は、授与者から約6歩のところにおいて停止して敬礼を行うほか、室内の場合に準ずる。
右手を挙げることができない場合の各個の敬礼挙手の敬礼を行うべき場合において、両手に物を持っているとき、その他右手を挙げることができないときは、脱帽時の敬礼の要領により行う。
敬礼の省略海上自衛官は、受礼者である自衛官が制服を着用していない場合、その他敬礼を受けるべき者であるかどうかを確認できない場合は、敬礼を省略することができる。海上自衛官は、海上自衛隊の建物の内部又は艦船においては、特別の定めのある場合のほか、起床から課業始め（休日又は休養日日課の場合は国旗又は自衛艦旗掲揚時）までの時間を除き、同一中隊等に属する上級又は同位海曹に対する敬礼を省略することができる。この場合において、互いに接舷して係留中の艦船は同一の艦船とみなす。海上自衛官は、制服を着用していない場合は、特に礼式上敬礼を行うことが必要であるときを除き、敬礼を省略することができる。

## 隊の敬礼
隊の敬礼一般に関しては、陸海空自衛隊で共通である。ただし、指揮者又は監督者に引率されて訓練、作業、授業又は競技等に従事している場合においては、その指揮者又は監督者のみが敬礼を行うものとされている。
他方、隊の答礼に関しては、特則があり、海上自衛官又は隊は、他の隊から敬礼を受けた場合は、その隊に対して答礼を行うものとし、その隊の指揮者に対する答礼を以てその隊に対する答礼とする。ただし、奏楽を行っている音楽隊は、行進中はその指揮者のみが敬礼を行う。また、各個の敬礼を省略できる場合は、隊の敬礼の場合についても準用される。

## 自衛艦の敬礼

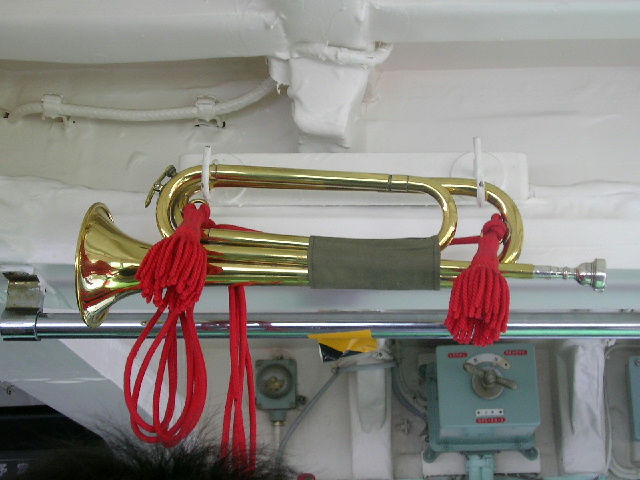
自衛艦で使用されているらっぱ。2006年6月10日。

自衛艦の敬礼の省略自衛艦の敬礼は、日没時から日出時までの間及び演習に従事している場合及び乗組員全員を以て訓練を実施している場合及び出入港時、狭水道通過時等において乗組員並びに自衛艦の保安上敬礼を行うことが困難な場合には省略するのを例とする。巡検後から総員起こしまでの間においては、礼式のうち、舷門堵列員の整列及び号笛を以てする礼式は省略するのを例とする。部隊の長の定める作業地にある場合においては、その指揮下の自衛艦相互の敬礼は省略する。

### 自衛艦の敬礼
自衛艦の敬礼の対象自衛艦は、乗艦中の指揮官が上位者又は同一の階級の先任者である自衛艦に対して敬礼を行う。自衛艦は、自ら内閣総理大臣旗、防衛大臣旗、統合幕僚長旗、海上幕僚長旗、海将旗、海将補旗又は代将旗（以下「内閣総理大臣旗等」という）を掲げていない場合においては内閣総理大臣旗等を掲げている自衛艦に対して、自ら内閣総理大臣旗等を掲げている場合においては、海上自衛隊旗章規則（昭和30年海上自衛隊訓令第44号）第2条に定める旗章の序列の上位の旗を掲げている自衛艦に対して、敬礼を行う。自衛艦は、編隊又は集団をなす自衛艦に対し敬礼を行うべき場合は、隊司令旗を掲げている自衛艦（隊司令旗を掲げている自衛艦がいないときは、その編隊又は集団をなす自衛艦の指揮官の乗艦する自衛艦）に対して敬礼を行う。敬礼を受けた自衛艦は、答礼を行う。
自衛艦の敬礼の手順敬礼を行う自衛艦は、らっぱ又は号笛を以て「気を付け」を令し、上甲板以上にある幹部自衛官及び准海尉は挙手の敬礼を、上甲板以上にある海曹・海士は姿勢を正す敬礼を行う。それに対し、答礼を行う自衛艦は、らっぱ又は号笛を以て「気を付け」を令し、乗艦中の最高指揮官は挙手の敬礼を、上甲板以上にある自衛官は姿勢を正す敬礼を行う（幹部・准海尉も挙手の敬礼を行わない。）。
自衛艦の敬礼の始期及び終期自衛艦は、敬礼を行う自衛艦の艦首又は艦尾が敬礼を受ける自衛艦の艦首又は艦尾を通過するときから敬礼を始め、答礼が終わるまで継続する。ただし、距離の遠近及び態勢等によりその時機を適宜変更することができる。
旗章を掲げた短艦に対する敬礼自衛艦は、内閣総理大臣旗等を掲げた短艇に行き合い又は近づいた場合は、当該短艇に対して敬礼を行う。

### 登舷の敬礼

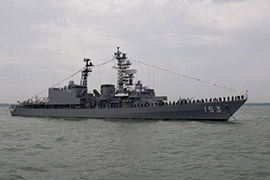
満艦飾の上、登舷の敬礼を行っている自衛艦。2005年。

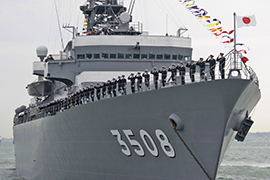
満艦飾の上、登舷の敬礼を行っている自衛艦。2005年。

自衛艦は、天皇旗を掲げている自衛艦その他の船舶及び観艦式における観閲官の乗艦する自衛艦等に対しては、登舷の敬礼を行う。遠洋航海等のため出航する自衛艦（練習艦隊）とこれを見送る自衛艦との間においても同様である。
登舷の敬礼は、「登り方用意」「登れ」の号令で乗員が舷側に整列する。服装は、白手袋着用の礼装である。らっぱ又は号笛を以て「気を付け」を令し、総員が舷側又は上甲板に整列し、幹部自衛官及び准海尉は挙手の敬礼を、海曹・海士は姿勢を正す敬礼を行う。
登舷の敬礼を行う場合は、敬礼を受ける自衛艦との最近接点の方位の約45度前から敬礼を始め最近接点の方位の約45度方向に遠ざかるときまで継続する。ただし、距離、速力等によりその時機を適宜変更することができる。

### 自衛艦旗を半下して行う答礼
自衛艦旗を半下して行う答礼自衛艦は、自衛隊以外の船舶又は灯台等から国旗を半下して行う敬礼を受けた場合は、自衛艦旗を半下して答礼を行う。
自衛艦旗を半旗として掲揚している場合の自衛艦旗を半下して行う答礼自衛艦旗を半下して答礼を行う場合において、自衛艦旗を半旗として掲揚中のときは、一旦全揚した後半下するものとし、答礼を行った後再度全揚し、改めて半旗とする（これは一般の半旗の掲揚方法に同じである）。

### 自衛艦旗を掲揚し又は降下する場合の敬礼

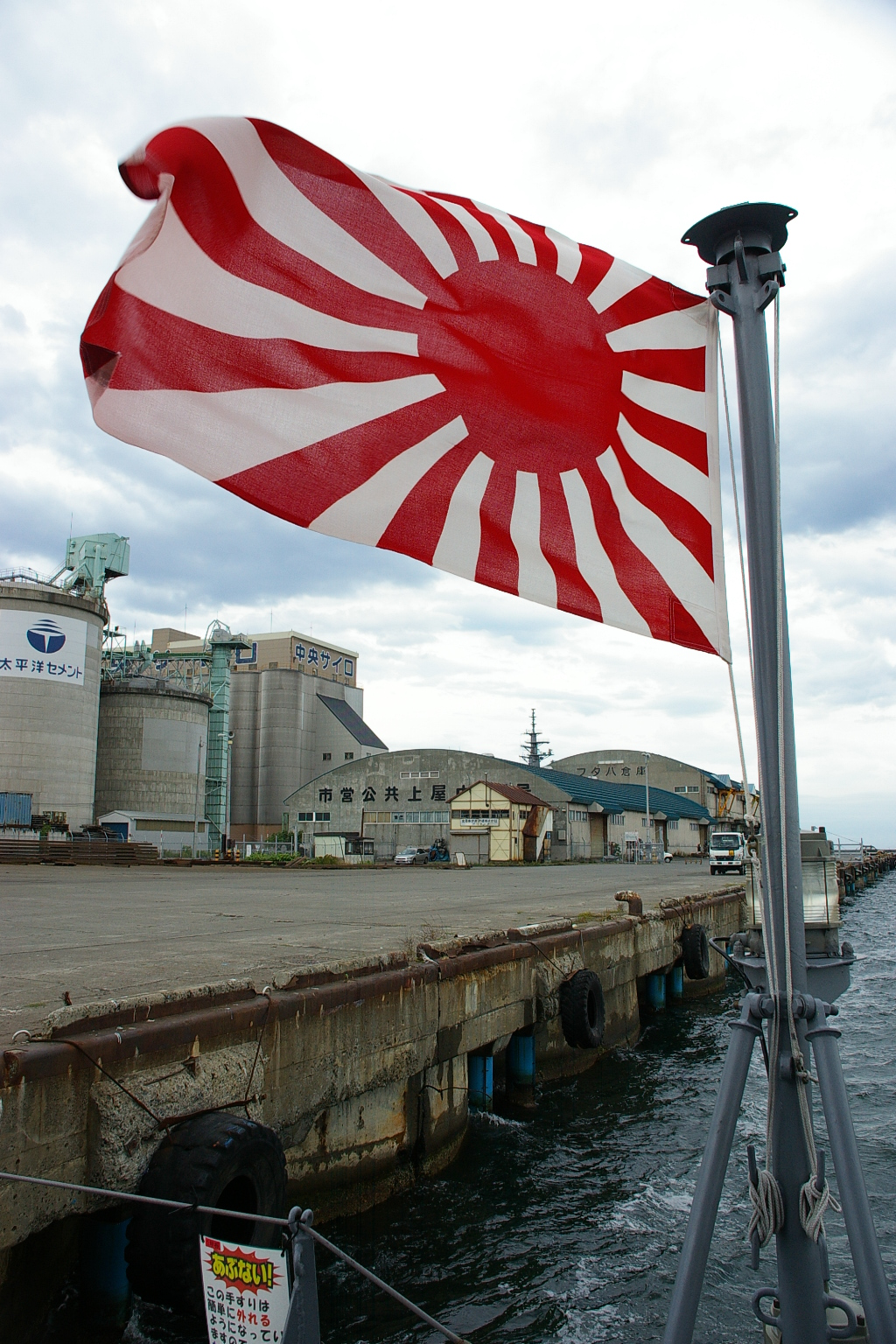
掲揚された自衛艦旗。2002年9月21日。

自衛艦において定時に自衛艦旗を掲揚し又は降下するときは、定時10秒前にらっぱを以て「気を付け」を令して定時に国歌（君が代）1回を奏し、この間次の各号に定めるところにより敬礼を行う。当直士官は、艦橋又は後甲板付近に位置し、自衛艦旗に対し挙手の敬礼を行う。艦橋及び露天甲板にある者は、自衛艦旗に対し挙手の敬礼を行い、その他の場所にある者は、姿勢を正す敬礼を行う。海上自衛官は、陸岸において自衛艦旗の掲揚又は降下を目撃するときは、その場に停止し、当該自衛艦旗に対し敬礼を行う。
音楽隊の乗り組んでいる自衛艦が、外国軍艦と同所に在泊し、定時に自衛艦旗を掲揚又は降下するときは、「国歌」を奏した後外国軍艦の首席指揮官の先任順序により逐次当該国の国歌1回を奏する。ただし、外国の港湾に在泊するときは、「国歌」に続き当該国の国歌を先に奏する。自衛艦が外国軍艦と同所に在泊し、定時の自衛艦旗の掲揚又は降下に際して外国軍艦において奏する「国歌」を聞き、又は自衛艦において外国の国歌を奏するときは、艦橋及び露天甲板にある者は自衛艦旗又は当該国の軍艦旗に対し挙手の敬礼を行い、その他の場所にある者は起立して姿勢を正す敬礼を行う。

### 自衛艦を出入りする者に対する敬礼

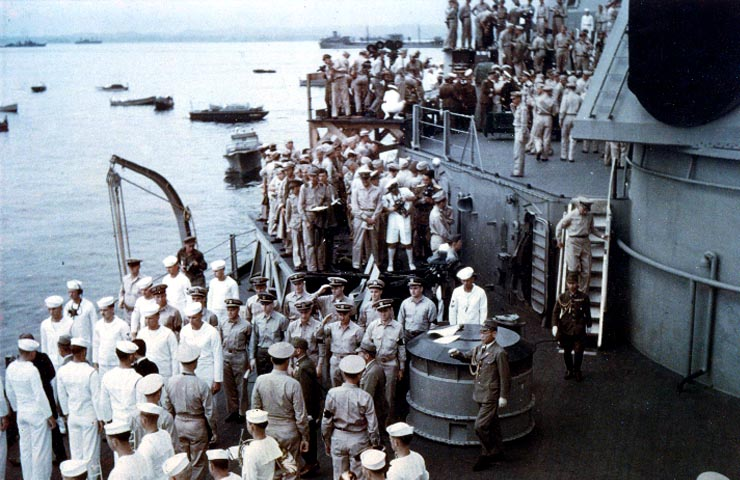
（参考）米海軍で外国国務大臣・参謀総長等に対して舷門堵列員等を以て送迎している様子。1945年。

幹部自衛官等が自衛艦を出入する際は、送迎を行うほか、特定の礼式を原則として行う。送迎を行うに際しては、幹部自衛官及び准海尉は挙手の敬礼を行い、海曹及び海士は警衛、舷門堵列員（舷門堵列員は海士で、2名ないし8名で、通常礼装）及び号笛を吹く者のほか、姿勢を正す敬礼を行う。陸上自衛官又は航空自衛官が自衛艦を出入する際は、その階級に応じて準用するが、舷門堵列員の整列及び号笛を以てする礼式は行わないのを例とする。舷門堵列員等の整列は、舷門側から、舷門堵列員を向かい合わせで並べ、次に当番、当直海曹又は警衛海曹、副直士官、当直士官の順である。
この自衛艦を出入りする者に対する敬礼は、2人以上の受礼者が同時に出入する場合は、そのうち最上位者等に対するもののみ行い、2人以上の受礼者が連続して出入する場合は、そのうちの主な者に対するもののほか、適宜その一部又は全部を省略することができる。
受礼者が艦長・艇長である場合は、副長・当直士官が送迎を行う。受礼者が当直士官よりも高位の幹部である場合は、当直士官が送迎を行う。通常の、その乗艦（艇）を出入する場合には、舷門堵列員による敬礼はない。

## 短艇の敬礼
短艇の敬礼短艇の敬礼は、天皇及び国旗等に対しては、機走中のときは運転を停止し、とう走中のときは櫂を立て、帆走中のときは総帆を下げ、ろ走中のときはろを上げた状態にして敬礼を行う。ただし、保安上これらの動作を行うことが困難な場合においては、敬礼のみを行う。この敬礼を行う場合において、天皇旗を掲げている自衛艦その他の船舶に対しては、約30メートル前のところで始め、約10メートル過ぎるまでは継続する。
短艇を出入する者に対する敬礼短艇指揮は、短艇を出入する上位者に対して敬礼を行い、同一の階級にある者の間においては、相互に敬礼を行う。
短艇に対する敬礼短艇は他の短艇に対しては、次の各号に定めるところにより敬礼を行う。敬礼を受けた短艇においては、乗艇中の最上位者が答礼を行い、その他の乗艇者はそのまま姿勢を正す。前項第1号に定める敬礼は、敬礼を受ける短艇から約15メートルのところで始め、通り過ぎるまで継続する。
自衛艦に対する答礼短艇は、自衛艦から敬礼を受けた場合は、答礼を行う。
交通船及び機動船以外の支援船の敬礼交通船及び機動船以外の支援船の敬礼は、自衛艦の敬礼又は短艇の敬礼に準ずる。

## その他
陸上の部隊等を出入する者に対する敬礼陸上の部隊等を出入する受礼者に対しては、庁舎玄関において送迎を行う。この場合において、舷門堵列員の整列及び号笛を以てする礼式は行わず、当直士官による送迎は、その立直している場合に限る。訪問者等が航空機により航空基地に到着し、又は離去する際は、訪問者等が海将補以上の者又は1等海佐である部隊等の長の場合に限り、航空機の発着する場所において送迎を行う。
上位者等と同行する場合海上自衛官は、上位者等と同行するときは、先導する場合その他特別の場合を除き、上位者等の左側又は後方につく。
舷梯の昇降等海上自衛官は、特別の理由のある場合を除き、舷梯を昇るとき又は短艇から陸岸等に上がるときは、上位者等を先にし、舷梯を降りるとき又は陸岸等から短艇に乗艇するときは、下位者を先にする。
短艇内の席の順位短艇内の席の順位は、通常の場合においては、艇尾に近い席の中央を上席とし、順次艇首に近い席に及ぶ。
車両の乗降等海上自衛官は、特別の理由のある場合を除き、乗用車等の小型車両に乗車するときは上級者を先にし、降車するときは下位者を先にするものとし、ジープ及びバスその他の大型車両に乗車するときは下位者を先にし、降車するときは上位者等を先にする。

## 自衛艦旗授与式
自衛艦旗授与式の実施要領は、次の式次第により行う。
1. 自衛艦旗授与
2. 乗組員乗艦
3. 自衛艦旗授与者乗艦
4. 自衛艦旗掲揚
5. 自衛艦旗授与者訓示
6. 自衛艦旗授与者に対する現状報告
7. 自衛艦旗授与者艦内視察
8. 自衛艦旗授与者退艦

式典の儀礼曲は公募で選ばれた『海のさきもり』である。

## 観閲式
観閲式の実施要領は、原則として次の式次第により行う。
1. 観閲官臨場
2. 観閲官に対する栄誉礼（又は頭右（左・中）の敬礼）
3. 観閲指揮官の申告
4. 巡閲（巡閲又は観閲行進を行う際の観閲官に対する敬礼は、頭右（左）の敬礼とし、中隊ごとに行うのを例とする。）
5. 観閲行進
6. 観閲官に対する栄誉礼（又は頭右（左・中）の敬礼）
7. 観閲官退場

## 葬送式
葬送式の実施要領は、原則として次の通りである。礼式は、配員の状況等により儀仗隊を編成することが困難な場合又は葬送式場の部隊等の所在地から遠隔の地であって儀仗隊を派遣することが困難な場合は、省略することができる。
1. 自衛艦において葬送式を行う場合は、儀仗隊は葬送式場に整列し、葬送式終了の際は柩に対して着剣捧げ銃の敬礼を行い、弔銃（斉射3回）を発する。
2. 陸上において葬送式を行う場合は、儀仗隊は、柩が葬送式場に至る途中その前後を警衛し、及び葬送式場に整列し、葬送式終了の際は柩に対して着剣捧げ銃の敬礼を行い、弔銃（斉射3回）を発する。
3. 音楽隊又はらっぱ手は、敬礼及び弔銃に際しては「悲しみの譜」を、柩の儀じように際しては「葬送の譜」を奏する。

## 着任の場合の礼式
着任時は原則として第１種礼装で着任の挨拶をする。

### 着任の際の「自衛艦を出入する者に対する敬礼」
1等海佐又は2等海佐たる艦長の、着任の際の「自衛艦を出入する者に対する敬礼」は次の手順により行われる。
1. 送迎のため総員が整列する。
2. 艦長の乗艇する短艇が舷梯に到着する時に号笛を吹く。
3. 艦長が舷門に達する時に号笛を吹く。
4. 艦長が舷門堵列員の前を通過する間、舷門堵列員（通常礼装の海士4名）は一斉に挙手の敬礼を行う。また、舷門堵列員の次に当番、当直海曹又は警衛海曹、副直士官、当直士官が並ぶ。
5. 送迎に際しては、幹部自衛官及び准海尉は挙手の敬礼を行い、海曹・海士（警衛、舷門堵列員及び号笛を吹く者を除く。）姿勢を正す敬礼を行う。

### 着任式
着任式では、着任者に対し、その指揮監督を受ける者があいさつを行う。あいさつは、各個にその職名及び氏名を申告することを以て行う。

## 栄誉礼
栄誉礼の実施場所栄誉礼は、儀式の場合当該式場で行うほか、自衛艦にあっては露天甲板、陸上の部隊等にあっては庁舎前又は正門付近で行うのを例とする。
外国の高官等に対する栄誉礼外国の高官等に対し栄誉礼を行う際の奏楽は、音楽隊により行う。ただし、部隊等の状況により、音楽隊を付することが困難な場合は、らっぱ隊によることができる。この場合において、国歌の吹奏は省略する。

## 登舷礼

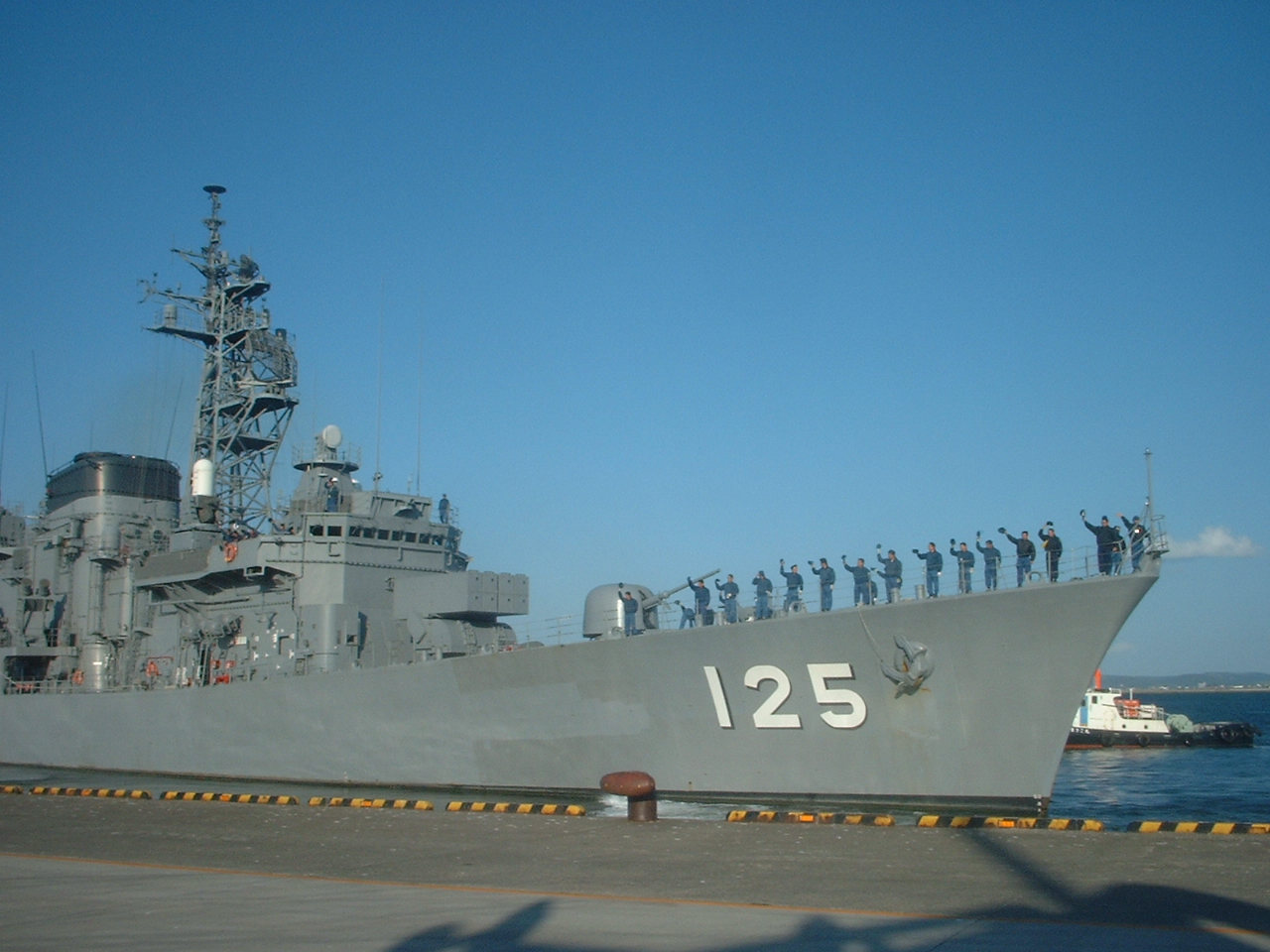
帽振れ

艦の出航における登舷礼では見送る隊員が互いに正帽を振る『帽振れ』が行われている。
手順は「帽振れ」の号令で正帽の鍔を右手で持って脱帽、その後頭上（斜め前）でゆっくり回し、「帽元へ」の号令で礼を終了する。
出航以外にも、宇宙飛行士に選出された金井宣茂一等海尉が退職する際や、不祥事で辞任することになり栄誉礼を辞退した吉川榮治の離任式など、退職時の見送りとしても行われている。
イギリス海軍では見送りの際に相手に帽子の上を向けて時計回りに回す見送りが行われており、大日本帝国海軍では帽子の上は向けずに右手で持って頭の上で回す礼として導入され、海上自衛隊でもほぼ同じ礼が行われている。なお大日本帝国海軍では3回以上連続して回し、持つ位置や速さには個人差があった。
民間船への見送りとしても行われることがあり、父島基地ではおがさわら丸が出港する際に基地の隊員が帽振れで見送ることがある（時間や業務の都合で来ないこともある）。

## 用いられる旗章
- 国旗
- 天皇旗
- 自衛艦旗
- 内閣総理大臣旗
- 防衛大臣旗
- 海将旗
- 海将補旗
- 代将旗